# Cicadas
cicadas（シケイダス）とは、2010年夏頃から活動しているセミメタルバンド。
「Cicadas」の「cicada」は英語でセミを意味する。

## 概要
2010年7月6日にYouTubeに「セミ人間 cicada man - YouTube」という動画がアップロードされる。
7月29日にUstream上で配信された生中継のライブで、初めて楽曲が披露された。
また、ボーカルでギターのシケイダス1号は、活動している時、俳優のつるの剛士にパラサイトしていると言っている。
8月8日には「SUMMER SONIC 2010」に出演した。
楽曲は、My SpaceやiTunesとレコチョクフルで配信されている。
2012年11月21日に初のCD『Cicadas』(オリジナル腹巻付き)が2週間限定出荷で発売。楽曲は過去に披露された曲に加え、つるのの楽曲『Two weeks to death』をリアレンジした「Two weeks No death」も収録されている。つるのと同じポニーキャニオンから発売され、つるののミニアルバム『ちゅるのうた2』と同日発売となる。値段は「3333円（ミンミンミン）」になっている。
2013年1月に初のツアーを開催。チケットの値段はアルバムと同じ「3333円（ミンミンミン）」になっている。

## メンバー
- シケイダス1号(ツクツクボウシ♂)

```
*愛称：いちごちゃん
*パート：ボーカル、ギター
*必殺技：スーパーミンミンシャウト
*好物：樹液
*身長：178cm
*好きな言葉：『ロッケンロール』
```

- シケイダス2号(ニイニイゼミ♂)

```
*パート：ギター
*必殺技：ジャンピングヘッドバンギングアタック
*好物：樹液
*身長：169cm
*好きな言葉：『現状維持』
```

- シケイダス3号(エゾゼミ♂)

```
*パート：ギター
*必殺技：プラスティックボム
*好物：樹液
*身長：182cm
*好きな言葉：『ギタリズム』
```

- シケイダス4号(アブラゼミ♂)

```
*パート：ベース
*必殺技：ロボットパンチ
*好物：樹液
*身長：185cm
*好きな言葉：『メスはカワイイ』
```

- シケイダス5号(ミンミンゼミ♂)

```
*パート：ドラム
*必殺技：体当たり
*好物：肉汁
*身長：164cm
*好きな言葉：『据え膳食わぬは男の恥』
```

- シケイダス6号(ヒグラシ♂)

```
*パート：キーボード
*必殺技：ミンミン超音波
*好物：樹液
*身長：172cm
*好きな言葉：『お気楽』
```

## 楽曲
- 「シケイダス」
  - iTunesとレコチョクフルで配信。
- 「♂ミーン♪」
  - iTunesとレコチョクフルで配信。
- 「♂ボーシツクツク♪」
- 「♂ジャー♪」
- 「ダイブ」

## 参加イベント
2010年
- 8月8日、『SUMMER SONIC 2010』（千葉マリンスタジアム）
- 8月11日、『つるロックフェス2010』（逗子市リビエラ逗子マリーナ）
- 10月27日～2010年12月22日、『ツるーリング2010』（VTR出演）

2011年
- 1月8日、『ドリームジャンボつるの祭り』（日本武道館）
- 10月31日、『MAN WITH A MISSION presents『Trick or Treat e.p.』リリース記念HELLOWEEN PARTY』（egg man）

2012年
- 10月31日、『MAN WITH A MISSION & BLITZ presents AKASAKA HALLOWEEN “TRICK OR TREAT”』（赤坂BLITZ）
- 11月24日、『つるの祭り2012 〜つるの剛士 VS cicadas〜』（ZEPP TOKYO）

2013年
- cicadas TOUR 2013 『〜新年 虫かごDeath Match〜』
  - 1月12日、HeartLand Studio（対バン：EACH OF THE DAYS）
  - 1月13日、梅田Shangri-La（対バン：ELECTRIC EEL SHOCK）
  - 1月14日、LIVE HOUSE FEVER（対バン：ELECTRIC EEL SHOCK）
- 4月18日、『UMEDA QUATTRO 1st Anniversary QUATTRO MIRAGE VOL.6 powered by TOWER RECORDS』（梅田CLUB QUATTRO）

## ディスコグラフィー
- cicadas(2012年11月21日発売、ポニーキャニオン)
  - 初のミニアルバム。